# Dmitri Nikanorowitsch Gorjatschew
Dmitri Nikanorowitsch Gorjatschew, russisch Дмитрий Никанорович Горячев, englische Transkription Dmitrii Nikanorovich Goryachev, (* 3. November 1867 in Perm; † 10. Juni 1949 in Rostow am Don) war ein russischer Mathematiker, der sich mit Mechanik befasste.

## Leben
Gorjatschew war ein Schüler von Nikolai Jegorowitsch Schukowski. In seiner Dissertation an der Lomonossow-Universität Moskau 1898 gab er eine exakte Lösung des Problems der Bewegung von vier parallelen geradlinigen Wirbelfäden [aufbauend auf der Göttinger Dissertation des Schweizers Walter Gröbli (1852–1903), der drei Wirbel behandelt hatte]. Er nahm damit Resultate vorweg, die unabhängig fast hundert Jahre später erzielt wurden.
Gorjatschew fand 1899 einen weiteren integrierbaren Fall in der Kreiseltheorie, den Gorjatschew-Tschaplygin-Kreisel. Er ist nach ihm und Sergei Alexejewitsch Tschaplygin benannt.
1909 wurde er außerordentlicher Professor in Warschau, ab 1915 war er Professor am Polytechnikum in Nowotscherkassk und er lehrte auch in Rostow.
Er gründete 1929 das Institut für Eisenbahningenieure in Rostow am Don, das 1941 mit Beginn des Deutsch-Sowjetischen Krieges nach Tiflis verlagert wurde. Aufgrund seines Alters und seines Gesundheitszustandes konnte er nicht mit nach Tiflis wechseln. Nach der Befreiung von Rostow beteiligte er sich ab 1944 am Aufbau der dortigen Staatlichen Bauuniversität, wo er Leiter der Abteilung für theoretische Mechanik wurde.
Sein Bruder Nikolai Nikanorowitsch Gorjatschew (1883–1940) war Professor für Astronomie an der Universität Tomsk.

## Schriften
- Sur le mouvement d'un solide pesant autour d'un point fixe dans le cas A=B=4C, Mat. Sb.,  Band 21, Heft 3, 1900, S. 431–438